# Gert Fouche
Gert Fouche (* 22. März 1980 in Bloemfontein) ist ein südafrikanischer Radrennfahrer, der vorrangig Rennen auf der Bahn bestreitet.

## Sportliche Laufbahn
Gert Fouche ist seit 1996 als Radsportler aktiv. 1998 wurde er nationaler Junioren-Meister im Einzelzeitfahren. Anschließend legte er bis 2009 eine Pause im Radsport ein, um Jura zu studieren und als Rechtsanwalt tätig zu werden. Seit 2015 betreibt er wettkampfmäßig Radrennen, insbesondere auf der Bahn, in der Elite-Klasse sowie bei den Masters. 2015 und 2016 gewann er insgesamt elf nationale Masters-Titel auf der Bahn. Bei den UCI-Masters-Weltmeisterschaften 2016 wurde er in der Altersklasse 35–39 Weltmeister im Scratch und errang Silber im Punktefahren sowie in der Einerverfolgung in der Altersklasse 35–39, im Jahr darauf wurde er Masters-Weltmeister in der Einerverfolgung, im Punktefahren und im Scratch.
2017 wurde Fouche südafrikanischer Elite-Meister in der Einer- und in der Mannschaftsverfolgung. Im Jahr darauf gewann er diese beiden Meisterschaften erneut. Darüber hinaus wurde er Afrikameister in der Einer- und mit Joshua van Wyk, Jean Spies und Steven van Heerden in der Mannschaftsverfolgung. Auch startete er bei den Commonwealth Games in Australien; in der Einerverfolgung belegte er Platz 21, in der Mannschaftsverfolgung wurde er mit dem südafrikanischen Team Fünfter.
2019 wurde Fouche ein weiteres Mal südafrikanischer Verfolgungs-Meister. Im August desselben Jahres stellte er im Velódromo Bicentenario im mexikanischen Aguascalientes drei Rekorde auf: In der Einerverfolgung über 4000 Meter verbesserte er mit 4:20 Minuten den nationalen Elite-Rekord in der Einerverfolgung, den Steven van Herden im Jahr zuvor bei den Commonwealth Games mit 4:32,921 Minuten aufgestellt hatte. Zudem verbesserte er den internationalen Masters-Rekord (35–39) in der Verfolgung über 3000 Meter auf 3:14,2. Wenige Tage später stellte er einen südafrikanischen Masters-Stundenrekord über 51,599 Kilometer auf.

## Erfolge
2017
- Südafrikanischer Meister – Einerverfolgung, Mannschaftsverfolgung (mit Bradley Gouveris, Jean Spies und Joshua van Wyk)

2018
- Afrikameister – Einerverfolgung, Mannschaftsverfolgung (mit Joshua van Wyk, Jean Spies und Steven van Heerden)
- Afrikameisterschaft – Punktefahren
- Südafrikanischer Meister – Einerverfolgung, Mannschaftsverfolgung (mit Nolan Hoffman, Steven van Heerden und David Maree)

2019
- Südafrikanischer Meister – Einerverfolgung

2022
- Südafrikanischer Meister – Einerverfolgung